# Krąg kulturowy ceramiki sznurowej
Krąg kulturowy ceramiki sznurowej – krąg kulturowy obejmujący następujące kultury neolitu i wczesnej epoki brązu: tzw. ogólnoeuropejski horyzont ceramiki sznurowej, kulturę grobów jednostkowych, toporów bojowych, ceramiki sznurowej, kulturę złocką, kulturę rzucewską, środkowodnieprzańską, kulturę fatjanowską, Chłopice-Veselé, mierzanowicką, strzyżowską. Zasięg od Półwyspu Skandynawskiego na północy do Dunaju na południu i od Renu na zachodzie do Dniepru na wschodzie. Datowany na XXV-XVII wiek p.n.e.; koczownictwo (udomowienie konia?), myślistwo, w późniejszych stadiach rozwojowych w niektórych regionach rolnictwo; bardzo zróżnicowany obrządek pogrzebowy – pochówki szkieletowe, sporadycznie ciałopalne w grobach jamowych, niszowych, często pod nasypami kurhanowymi, a w niektórych grupach również groby w kamiennych skrzyniach lub obstawach. Niektórzy badacze z pojawieniem się kręgu kulturowego ceramiki sznurowej łączą początki indoeuropeizacji rozległych terenów (praindoeuropejczycy?).